# ミランダ・ド・ドウロ
ミランダ・ド・ドウロ （ポルトガル語:Miranda do Douro [miˈɾɐ̃dɐ ðu ˈðowɾu] ( 音声ファイル)、ミランダ語:Miranda de l Douro）は、ポルトガル、ブラガンサ県の都市。17の教区からなる同名の基礎自治体でもある。ドウロ川が国境となってスペインと接している。

## 概要
かつてはアストルガの修道院領であった。数世紀にわたって国内他地域より孤立していたため、この地域独特の伝統や、ミランダ語（レオン語に近似）が保存されている。スペインからの観光客が多く、夏には人口が増加する。

## 姉妹都市
- アランダ・デ・ドゥエロ、スペイン